# Eadsige
Eadsige est un prélat anglais mort le 29 octobre 1050. Il est archevêque de Cantorbéry, de 1038 à sa mort.
En 1043, il procède au sacre du roi Édouard le Confesseur. Considéré comme saint après sa mort, il est fêté le 28 octobre.

## Biographie
Prêtre au service du roi anglo-danois Knut le Grand, Eadsige devient grâce à lui moine à Christ Church vers 1030. Quelques années plus tard, vers 1035, il commence à servir de coadjuteur à l'archevêque Æthelnoth à l'église Saint-Martin de Cantorbéry. Il lui succède sur le siège archiépiscopal à sa mort, en 1038, et se rend à Rome en 1040 pour recevoir son pallium des mains du pape Benoît IX.
Il est possible qu'Eadsige ait sacré roi d'Angleterre Hardeknut, le fils de Knut, en 1040. En revanche, il est certain qu'il a sacré Édouard le Confesseur le 3 avril 1043, aux côtés de l'archevêque d'York Ælfric Puttoc. Malade, Eadsige semble avoir demandé au roi et au comte Godwin de Wessex l'autorisation de sacrer temporairement un coadjuteur en la personne de Siward, abbé d'Abingdon. Siward est sacré en 1044 et témoigne sur des chartes en qualité d'évêque ou d'archevêque durant les deux années qui suivent. Il tombe malade à son tour et se retire à Abingdon, où il meurt le 23 octobre 1048.
D'après le chroniqueur du XIIe siècle Guillaume de Malmesbury, Siward aurait privé Eadsige de nourriture durant sa maladie, et c'est pour cette raison qu'il n'aurait pas pu lui succéder et aurait dû se contenter du siège de Rochester. Cette histoire est probablement une invention : en cherchant à expliquer pourquoi Siward n'a pas succédé à Eadsige de la même façon que ce dernier avait succédé à Æthelnoth, Guillaume de Malmesbury confond l'abbé d'Abingdon avec un autre Siward, qui occupe effectivement le siège de Rochester de 1058 à 1075.
L'histoire inventée par Guillaume de Malmesbury doit peut-être quelque chose aux relations entre Eadsige et le chapitre de Christ Church. En effet, l'archevêque aliène une bonne part des terres détenues par le siège archiépiscopal en les baillant à Godwin de Wessex, ce qui ne peut qu'avoir déplu aux moines de Cantorbéry. Cela expliquerait également les legs d'Eadsige à l'abbaye Saint-Augustin, rivale du chapitre de la cathédrale.
Eadsige meurt le 29 octobre 1050,.